# İnadına Aşk
İnadına Aşk (Amore testardo) è un serial televisivo turco prodotta da Sinegraf, trasmessa su Fox dal 2 luglio 2015 al 3 febbraio 2016.

## Trama
Defne, è una giovane ragazza che si è appena laureata. Ha continue discussioni con il fratello Çınar perché lui è troppo protettivo nei suoi confronti. Dopo aver terminato gli studi, Defne viene assunta come ingegnere informatico presso la società Arass Technology. Ma proprio il suo primo giorno di lavoro, Çınar le chiede di andare a cambiarsi d'abito nel parcheggio, poiché considera il vestito che ha indossato troppo provocatorio. Lì Defne incontra un bel giovane di nome Yalın, che ride di lei e le fa fare tardi per il suo primo giorno di lavoro. Yalın è in realtà l'amministratore delegato di Arass Technology, ma nasconde questo fatto.
Per farsi perdonare di essere arrivata in ritardo, Defne convince il suo supervisore a permetterle di lavorare a un bug nel codice dell'azienda. Se lo risolve in un giorno, manterrà il posto. Defne risolve il problema e dimostra di essere la migliore candidata per questa posizione. Tuttavia, scopre la vera identità di Yalın e sentendosi tradita si dimette. Yalın allora, sentendosi in colpa, la segue Defne nel parcheggio per scusarsi. Il fratello di Defne li vede insieme e inizia a malmenare Yalın.
Inoltre, nonostante questo inizio travagliato e i problemi che li circondano, Yalın e Defne finiranno per innamorarsi. La storia viene complicata ulteriormente dal fatto che Çınar si innamora della sorella minore di Yalın, Yeşim.

## Personaggi e interpreti
- Defne Barutçu Aras (episodi 1-32), interpretata Açelya Topaloğlu.
- Yalın Aras (episodi 1-32), interpretato da Can Yaman.
- Yeşim Aras Barutçu (episodi 1-32), interpretato da Nilay Duru.
- Çınar Barutçu (episodi 1-32), interpretato da Eren Vurdem
- Ezgi Aksoy (episodi 1-27), interpretata da Cevahir Turan.
- Deniz Aras (episodi 1-32), interpretato da Cem Belevi
- Leyla Aksoy (Episodi 1-32), interpretata da Yeşim Dalgıçer.
- Toprak Barutçu (episodi 1-32), interpretato da Taner Rumeli.
- Damla Başar (episodi 1-32), interpretata da İlay Erkök
- İdris Doruk Barutçu (episodi 1-32), interpretato da Tibet Dursun.
- Pembe Barutçu (episodi 1-32), interpretata da Bilge Şen.
- Süreyya Aras (episodi 1-32), interpretata da Selim Gürata
- Nehir Aras (episodi 25-32), interpretato da Elvin Levinler.
- Polat Barutçu (episodi 26-32), interpretato da Aras Aydın.
- Habibe Satırcı (episodi 12-32), interpretata da Büşra Çam
- Adem (İblis) (episodi 18-32) interpretato da Mesut Yılmaz.
- Songül (episodi 1-32), interpretata da Gizem Totur
- Meftune (episodi 1-32), interpretata da Funda Eskioğlu.
- Sedef Akıncı (episodi 19-32), interpretato da Ahenk Demir.
- Aslı Vardar (episodi 23-32), interpretata da Eylül Su Sapan.

## Episodi
| Stagione       | Episodi | Prima TV originale | Prima TV originale |
| Stagione       | Episodi | Inizio             | Fine               |
| -------------- | ------- | ------------------ | ------------------ |
| Prima stagione | 32      | 2 luglio 2015      | 3 febbraio 2016    |

## Distribuzione

### Turchia
In originale la serie è stata trasmessa in Turchia su Fox dal 2 luglio 2015 al 3 febbraio 2016.